# Överkalixmål
Överkalixmål (även överkalixbondska, överkaliska; på överkalixmål: överköḷis, överköḷismaaḷe, båonsk) är en nordisk (norrländsk) språklig varietet som huvudsakligen talas i Överkalix socken i Norrbotten, samt delvis i de angränsande socknarna Gällivare, Korpilombolo, Övertorneå och Hietaniemi.
Överkalix utgör nordgränsen för traditionella svenska dialekter i Sverige, eftersom socknarna norr därom varit meänkieli- och samiskspråkiga. Överkalixmålet är närmast besläktat med andra traditionella dialekter i Norrbotten och då i synnerhet med nederkalixmålet, som tillsammans med överkalixmålet utgör kalixmålen, men skillnaderna mellan dialekterna är så pass stora att de inte är ömsesidigt begripliga.
Överkalixmålet har, likt t.ex. älvdalskan i övre Dalarna, ett visst renommé som en av de mest ”svårbegripliga” svenska dialekterna, och de stora skillnaderna från standardsvenskan gör att överkalixmålet ibland betraktas som ett eget språk.

## Status
Överkalixborna har under 1900-talet i hög grad frångått överkalixmålet till förmån för standardsvenska. Redan under 1930-talet började vissa familjer i Överkalix att tala svenska med sina barn, ett fenomen som blev ännu mera allmänt på 1940-talet. Många överkalixbor som växte upp på 1940-talet har därför enbart passiva kunskaper i överkalixmålet, eftersom deras föräldrar talade det sinsemellan och med sina vänner, men inte med barnen. Dessa barn har sedan i sin tur i hög grad talat svenska med sina egna barn, och på 1980-talet var det ovanligt att föräldrar tilltalade sina barn på överkalixmål.
På 1930-talet hade också levnadsstandarden ökat i Överkalix, och möjligen ville mödrar som själva vuxit upp med hårt kroppsarbete öka sina barns chanser till ett lättare liv med hjälp av utbildning och goda kunskaper i svenska. Tidigare hade svenska främst använts i vissa domäner, t.ex. i skolan, i kyrkan, hos läkaren och i viss mån i kommunala ärenden. Under och efter andra världskriget ökade rörligheten utanför Överkalix socken, och många flyttade från socknen för arbete. Detta ledde till att befolkningen i Överkalix halverades från 1940 till slutet av 1980-talet. Många familjer i Överkalix har därför släktingar i större städer, vilket även har påverkat bruket av överkalixmål i vardagen.
2023 bildades föreningen Bjernna med målet att revitalisera överkalixmålet; föreningen använder namnet överkaliska.

## Fonologi
Överkalixmålets ljudsystem uppvisar både äldre bevarade drag (arkaismer) och nyare innoverade drag (novationer). Vissa av dessa drag delas med många andra norrländska mål, medan vissa enbart delas med de närmaste grannmålen eller är unika för överkalixmålet.

### Kvantitet
Överkalixmålet har likt andra dialekter i Norrbotten bevarat den fornsvenska kortstavigheten, så att ord som posa ’påse’ och somar ’sommar’ uttalas med kort vokal och kort konsonant. Vidare har kortstavigheten påverkat rotvokalen i många ord, s.k. tilljämning, som i löro ’lada’ och lisi ’läst’. I gamla långstaviga ord har ändelsevokalen apokoperats, som i käst ’kasta’ och tjörk ’kyrka’. Tilljämningen och apokoperingen delas med många andra norrländska mål, men till skillnad från t.ex. det angränsande nederkalixmålet har överkalixmålet ingen cirkumflex accent i de apokoperade långstavingarna, jämför nederkalixmålets tâck ’tacka’ och tjö̂rk ’kyrka’ med tvåtoppig accent i rotvokalen.

### Vokaler
Överkalixmålet har även likt många andra dialekter i Norrbotten och Västerbotten bevarat de gamla diftongerna. som i som i stain ’sten’, äok ’öka’ och håir ’höra’, men har även innoverat många nya diftonger av äldre långa vokaler, t.ex. kneir ’knä’, däik ’dike’.
Vidare har det äldre fornsvenska långa a-ljudet olikt de flesta andra svenska dialekter (men likt lulemålet) inte övergått i ett å-ljud, som i haar ’hår’ och smaa ’små’, medan det äldre korta a-ljudet ofta har övergått i ett långt e-ljud: dee ’dag’.
Karakteristiskt för överkalixmålet är även inskjutandet av en vokal i vissa konsonantkluster, s.k. svarabhaktivokal, som i kaḷev ’kalv’ och ärem ’arm’. Detta förekommer även i viss mån i nederkalixmålet och pitemålet, men inte i lika hög utsträckning som i överkalixmålet.

### Konsonanter
Överkalixmålet karakteriseras av en tendens till sammanfall mellan de tonande klusilerna /b d g/ och de tonlösa klusilerna /p t k/ så att låg̥ med tonlöst g-ljud betyder såväl ’lock’ som ’lagg’.
Likt många andra norrländska mål har överkalixmålet bevarat de gamla konsonantförbindelserna /mb nd ŋg/ som i keemb ’kamm’ och leeng ’lång’ (med hörbart g-ljud). Likaså har konsonanterna /d g h l/ bevarats före /j/ som i diop ’djup’, hioḷ ’hjul’ och lior ’ljud’.
Gemensamt med nederkalixmålet är att äldre [ð] övergått i ett r-ljud, som i bḷeer ’blad’ och täir ’tid’.

### Prosodi
Karakteristiskt för överkalixmålet är att det likt många finlandssvenska dialekter saknar ordaccentsdistinktion, vilket skiljer det från det närliggande nederkalixmålet och alla andra dialekter i Norrbotten. Dessutom finns ingen s.k. cirkumflex accent, så medan hest ’häst’ och hêst ’hästar’ skiljs åt på nederkalixmål, så uttalas de identiskt på överkalixmål. Frånvaron av ordaccenter i överkalixmålet har tillskrivits påverkan från finska och samiska.

## Språkprov
Följande språkprov är taget från berättelserna i Övre Norrlands bygdemål.
| Överkalixmål | Ji vär krängo tjuo ar, dar fåor ji til Köḷis opa höstmârsnin ve pâppen å hesto. […] Di seld stjinna. Karamellen fânns äint den täin. Men bristsåckre he bräokä di tjöip o mârsnin. Di tjöfft fäll miḷe å gröine å båmelstran. Kaffe kåstä siottifem öir mârka den täin. Å smöre seld di å smaka. Karan tjöfft smaka å djåoḷ si kḷemma å slåo nevan i båoḷen å hernäs å slåos.                                            |
| Svenska      | Jag var ungefär tjugo år, då for jag till Kalix på höstmarknaden med pappa och hästen. […] De sålde skinn. Karameller fanns inte den tiden. Men bröstsocker det brukade de köpa på marknaden. De köpte väl mjöl och gryn och bomullstråd. Kaffet kostade 75 öre marken den tiden. Och smör sålde de och ”smaka” (=brännvin). Karlarna köpte smaka och gjorde sig supar och slog nävarna i bordet och luggades och slogs. |